# Antanas Smetona
Antanas Smetona ( pronunciació (?·pàg.), 10 d'agost de 1874 - 9 de gener de 1944) va ser una de les figures polítiques més importants de Lituània entre la Primera Guerra Mundial i Segona Guerra Mundial. Va ser el primer President de Lituània i el seu mandat va durar des del 4 d'abril de 1919 al 19 de juny de 1920. Va tenir un segon mandat entre el 19 de desembre de 1926 i el 15 de juny de 1940, abans que el país fos ocupat per la Unió Soviètica.

## Biografia
Nascut al llogarret d'Užulėnis, Taujėnai districte rural d'Ukmergė, Antanas Smetona va estudiar durant els seus primers anys a Taujėnai. Després de graduar-se a l'Institut de Palanga el 1893, va passar els exàmens d'admissió del Seminari Diocesà Samogitia a Kaunas, amb desigs de convertir-se en un sacerdot catòlic, però diverses circumstàncies van canviar els seus plans, i va entrar a l'Institut de Jelgava a Letònia. Aquí, al costat de Jonas Jablonskis i Vincas Kudirka entre d'altres, va formar part d'una organització estudiantil secreta. Aquesta organització tenia una naturalesa nacionalista i anti-Tsarista. A la tardor de 1896, va organitzar la resistència estudiantil en contra de l'assistència obligatòria a l'Església Ortodoxa Russa, i va ser expulsat de l'Institut, però se li va permetre continuar estudiant a l'Institut número 9, a Sant Petersburg.
Després de graduar-se en aquest Institut el 1897, Smetona va entrar a la Facultat de Dret de la Universitat de Sant Petersburg. Es va unir a l'Organització Estudiantil de la universitat, on va ser nomenat president. Es va veure embolicat a la publicació i disseminació de llibres lituans. En dues ocasions va estar a punt de ser expulsat de la universitat, a més va ser arrestat i va ser a presó durant un curt període. Després de la seva graduació el 1902, va treballar al Banc Agrícola de Vilna. Dos anys més tard es va casar amb Sofija Chodakauskaitė, la seva única dona.

### Primeres activitats
Des dels seus primers dies a Vilna, Smetona es va involucrar en les activitats de diversos grups nacionalistes lituans, i es va unir al Partit Demòcrata Lituà, que va representar en el parlament. Després va ser elegit per participar en el Presidium. El 1904 i el 1907, va treballar en el diari lituà Vilniaus Žinios, i el 1905-1906, va editar el setmanari Lietuvos Ūkininkas. El 1907, Smetona i el reverend Juozas Tumas van tenir la idea de crear un diari anomenat Viltis (L'esperança), i van començar a publicar-ho. Al Viltis, Smetona va donar suport a la unitat nacional; a més es va incorporar a l'Aušra, companyia que publicava llibres lituans, va ser membre de la Mútua d'ajuda a Vílnius, la Societat d'Erudits Lituans, el Vilniaus aušra, Rytas, i la Societat d'Art de Rūta entre d'altres. El 1914, va començar a publicar Vairas (El timó), una nova revista bisetmanal.

### Política

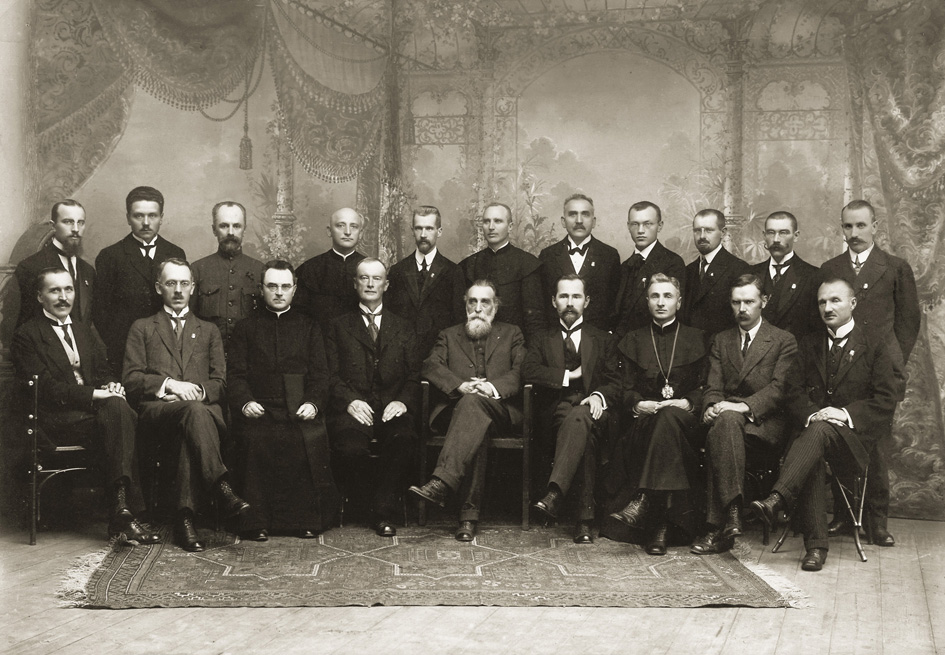
Antanas Smetona (sisè, d'esquerra a dreta) signataris en el Declaració d'Independència de Lituània.

Durant la Primera Guerra Mundial, va ocupar la vicepresidència, i posteriorment presidència, del Comitè Central d'Ajuda a víctimes de la guerra. L'estiu de 1916, Antanas Smetona, al costat d'altres lituans de Vílnius, va presentar una nota a l'encarregat alemany del Front Oriental, on exigia la independència de l'estat lituà. El 6 de setembre de 1917 va començar a publicar el diari Lietuvos Aidas, treballant com a editor. En el primer número del diari, Smetona va escriure que l'objectiu més important de Lituània era el restabliment d'un estat independent.
Entre el 18 de setembre i 22 de setembre de 1917, va participar en la Conferència Lituana de Vílnius, i va ser elegit president (1917-1919) del Consell de Lituània (posteriorment Consell de l'estat). El 16 de febrer de 1918, Antanas Smetona va firmar l'Acta d'Independència de Lituània.
Entre desembre de 1918 i març de 1919, va viure principalment a Alemanya i els països escandinaus, sol·licitant préstecs per a la causa independentista de Lituània. El 4 d'abril de 1919, el Consell Estatal de Lituània va elegir Smetona com el primer president de la República de Lituània. El 19 d'abril de 1920, l'Assemblea Constituent va elegir Aleksandras Stulginskis com a president. Entre 1921 i 1924 va editar diversos diaris, com Lietuvos balsas, Lietuviškas balsas i Vairas.

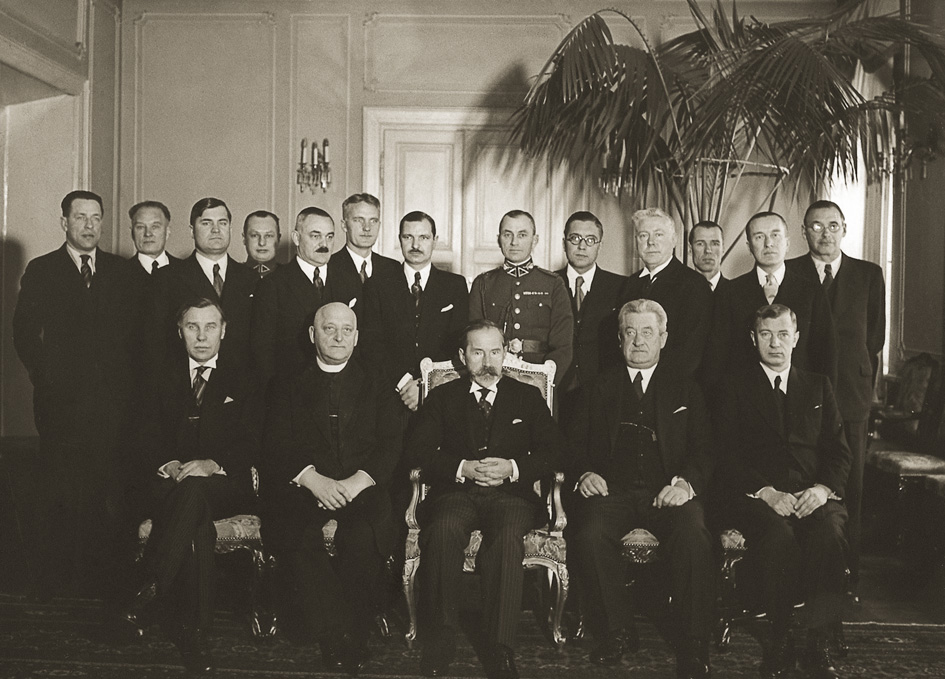
Antanas Smetona (al centre) al costat dels seus ministres.

Després de la Revolta de Klaipda el gener de 1923, a Memelland, va ser nomenat comissari del lloc el 20 de febrer, però a causa de desacords amb el primer ministre Ernestas Galvanauskas, va renunciar al seu lloc.
El novembre de 1923, les autoritats van empresonar a Smetona durant diversos dies per publicar un article sobre Augustinas Voldemaras el diari Vairas. Entre 1923 i 1927, va treballar com a professor auxiliar a la Universitat Vytautas el Gran - primer en el departament de Teoria de l'Art i Història i després en el de Filosofia. Va donar classes sobre ètica, filosofia antiga, i xerrades sobre lingüística. Es va convertir en un professor important a la Universitat de Vílnius el 1926. El 1932, va rebre un Doctorat a la Universitat Vytautas el Gran.
Smetona va participar en les activitats de la Lithuanian Riflemen's Union, la qual cosa li va donar un major reconeixement. Més d'una vegada, va ser elegit per participar en el seu consell. Entre 1924 i 1940, va ser el vicepresident del Banc Internacional, i un dels membres de diverses companyies associades.

### President autoritari

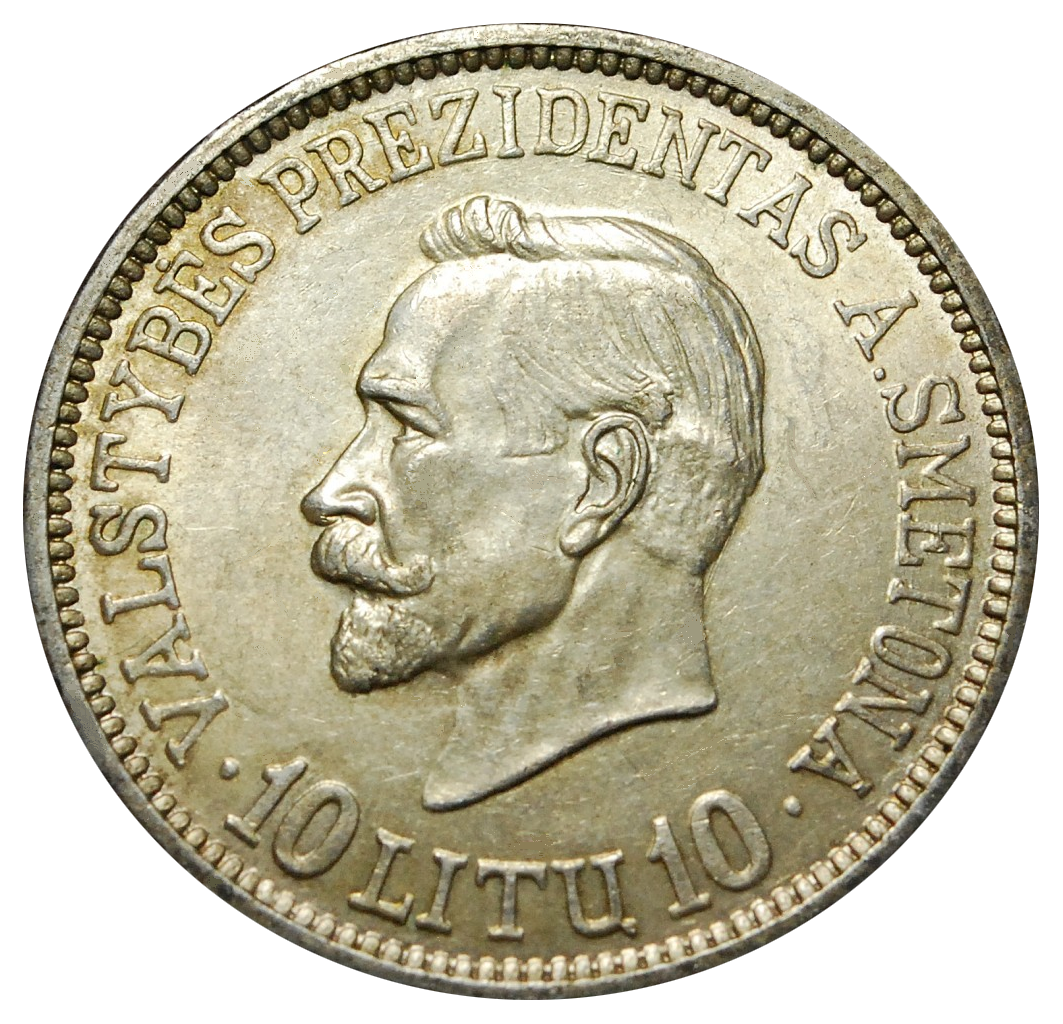
Moneda de 10 Litas amb el rostre de Smetona.

Antanas Smetona va ser un dels líders del cop d'estat de 1926, que va deposar el president Kazys Grinius, i Smetona es va convertir novament en president el 19 de desembre d'aquell any. Hi va haver unes altres dues persones a càrrec durant el cop, que va començar el 17 de desembre, abans que Smetona fos nomenat president. Va designar Augustinas Voldemaras com a primer ministre. Un any més tard va suprimir el parlament, i el 15 de maig de 1928, amb l'aprovació del govern, va dictar una nova constitució amb majors poders presidencials. El 1929, va treure Voldemaras del seu lloc i va esdevenir un governant autoritari. Va ser reelegit com a president el 1931 i 1938, i es va mantenir en el càrrec fins al 15 de juny de 1940.

### Exili
Lituània va ser ocupat per tropes soviètiques el 1940, a conseqüència del Pacte Ribbentrop-Mólotov de 1939 entre l'Alemanya Nazi i la Unió Soviètica. Després d'un ultimàtum de l'URSS el juny d'aquell any, Smetona va proposar resistència armada en contra dels soviètics. La majoria del govern i comandants de l'exèrcit no va estar d'acord amb això, i Smetona va deixar a càrrec al primer ministre Antanas Merkys, i el 15 de juny va viatjar al costat de la seva família a Alemanya, i posteriorment a Suïssa. L'endemà, Antanas Merkys va anunciar per ràdio a tot el país que havia tret Smetona de la presidència, i que ara ell ocupava el càrrec. El 17 de juny de 1940, Merkys va ser arrestat pels soviètics.
A començaments de 1941, Smetona i la seva família van viatjar als Estats Units, i es va establir a Cleveland, Ohio, amb la família del seu fill Julius. Mentre era a l'exili, va escriure diversos articles, va començar a escriure un treball sobre la història de Lituània, i les seves memòries. Smetona va morir en un incendi a Cleveland, el 9 de gener de 1944, i va ser enterrat allà. La seva esposa Sofija va morir a Cleveland, el 28 de desembre de 1968. El 1975, les seves restes van ser exhumades i traslladades del Cementiri Knollwood al Cementiri All Souls a Chardon, Ohio.